# أمنحتب (حوي)
أمنحتب, المعروف أيضًا باسم حوي, كان "المشرف الأعلى على ممتلكات الملك في منف" أو حرفيا "مدير البيت العظيم في منف" (إميرا پر ور إم من نفر) تحت حكم أمنحتب الثالث، في العقود الأخيرة من حكمه. كان مقر أمنحتب في منف حيث أشرف على بناء بيت ملايين السنين للملك.
حمل أمنحتب عددًا كبيرًا من الألقاب الهامة، مثل "عضو النخبة"، "المقدم في الفعل"، "حامل الخاتم الملكي"، و"الصديق الوحيد". كما حمل بعض الألقاب الكهنوتية مثل "كاهن ورت حكاو"، "رئيس كهنة سخمت"، و"قائد احتفالات بتاح". كانت ألقابه الإدارية "المشرف الأعلى على ممتلكات الملك" و"المشرف الأعلى على ممتلكات الملك في منف".
تم التعرف على أمنحتب من خلال تمثالين له، أحدهما يحتوي على سيرة ذاتية تفصيلية. تم تعيينه من قبل أمنحتب الثالث للإشراف على بناء بيت المليون سنة (المعبد الجنازي) للملك في منف.
كان أمنحتب عضوًا في عائلة بارزة. كان والده حبي عمدة لمدينة منف، وعمه رعمسي كان وزيرًا. زوجته كانت تدعى ماي. خلفه ابنه إبي في منصب المشرف الأعلى ولعب دورًا هامًا في بلاط أخناتون.
كان لأمنحتب مقبرة في منف، والتي وُجدت في بداية القرن التاسع عشر ولكن مكانها الدقيق قد فُقد منذ ذلك الحين. تم بيع العديد من القطع من المقبرة إلى متاحف مختلفة، بما في ذلك لوحة تحمل ترنيمة لآتون، وصندوق كانوبي، ونماذج من لوحات الكتابة.

## للتوسيع القراءة
- ويليام س. هايز: A Writing-Palette of the Chief Steward Amenhotpe and Some Notes on its Owner. In: Journal of Egyptian Archaeology. Nr. 24, 1938, S. 9–24.
- كورت زيته: Urkunden der 18. Dynastie. Heft 20–22. Berlin 1957, S. 1793–1811.
- أندرو جوردون: A fragmentary Palette of the Chief Steward of the King, Huy. In: Göttinger Miszellen- (GM) Bd. 42, Göttingen 1981, S. 23–36.